# ألكسندر كرافشينكو
ألكسندر كرافشينكو (بالروسية: Кравченко, Александр Витальевич)‏ هو لاعب بوكر روسي، ولد في 21 أبريل 1971 في أرخانغلسك في روسيا.